# Savennières

Savennières este o comună în departamentul Maine-et-Loire, Franța. În 2009 avea o populație de 1,387 de locuitori.